# Karl K. Darrow
Karl Kelchner Darrow (* 25. November 1891 in Chicago; † 7. Juni 1982 in New York City) war ein US-amerikanischer Physiker und langjähriger Sekretär der American Physical Society.

## Leben
Darrow studierte an der University of Chicago, erwarb 1911 den Bachelor-Grad und 1917 den Ph.D. mit einer experimentellen Arbeit zur Thermodynamik bei Robert A. Millikan. Anschließend ging er in die Industrie zu Western Electric und 1925 zu den Bell Telephone Laboratories, wo er bis zu seiner Pensionierung im Jahr 1956 tätig war. 1924 wurde er Fellow der American Physical Society und 1925 der American Association for the Advancement of Science. Seine Hauptaufgabe bei den Bell Laboratories war die Information und Schulung der wissenschaftlichen Mitarbeiter zu den jeweils aktuellen physikalischen Forschungsentwicklungen. Er verfasste eine Vielzahl von Aufsätzen, so im Bell System Technical Journal, und mehrere Bücher.
Von 1941 bis 1967 war er Sekretär der American Physical Society.
1936 wurde Darrow zum Mitglied der American Philosophical Society gewählt. Seit 1964 war er Mitglied der American Academy of Arts and Sciences.
1960 erhielt er die Karl Taylor Compton Gold Medal der American Physical Society.

## Schriften (Auswahl)
- Karl K. Darrow: Introduction to Contemporary Physics. D. Van Nostrand, 1926.
- Karl K. Darrow: Electrical Phenomena in Gases. 1. Auflage. Williams & Wilkins, 1932, S. 492.
- Karl K. Darrow: The Renaissance of Physics. 1. Auflage. Macmillan, New York 1936, S. 306.
- Karl K. Darrow: Atomic Energy. John Wiley, New York 1948, S. 80.